# Anapisa leucogastra
Anapisa leucogastra är en fjärilsart som beskrevs av Holland 1893. Anapisa leucogastra ingår i släktet Anapisa och familjen björnspinnare. Inga underarter finns listade i Catalogue of Life.